# 斯洛伐克希臘禮天主教普雷紹夫總教區
斯洛伐克希臘禮天主教普雷紹夫總教區（拉丁語：Archieparchia Prešoviensis）是天主教的一個教區，屬於斯洛伐克希臘禮天主教會，下轄兩個教區。
教區成立於1818年9月22日，2008年1月30日升為總教區。總教區範圍包括普雷绍夫州。2009年有教友137,500人。教區下轄161個堂區，有249名司鐸。現任教區主教為揚·巴布亞克。